# Jens Lehmann (ciclista)
Jens Lehmann (nascido em 19 de dezembro de 1967) é um ex-ciclista alemão que competiu como profissional entre 1996 e 2005.
Foi especialista em pista, especialmente na perseguição. Conquistou quatro medalhas olímpicas, incluindo duas de ouro, nos Jogos Olímpicos de Barcelona 1992 e Sydney 2000, e 14 medalhas no Campeonato Mundial.